# Dina Cocea
Dina Cocea (Bukarest, 1912. november 27. – Bukarest, 2008. október 28.) román színésznő, a Bukaresti Nemzeti Színház tagja, egyetemi tanár, író, politikai aktivista.

## Élete
Szülei N. D. Cocea író, újságíró és Florica Mille voltak. Gyermekként anyai nagyapja Constantin Mille szocialista politikus házában nevelkedett. Tizennégy éves korától egy ideig Párizsban tanult egy bentlakásos római katolikus lányiskolában. Utóbb nagynénjéhez, Alice Cocéa színésznőhöz költözött, aki a párizsi színházi élet csillaga volt, és a színészi pályára biztatta unokahúgát.
Miután Párizsban befejezte drámaművészeti tanulmányait, Cocea visszatért Romániába, ahol 1934-ben mutatkozott be színpadon. 1935-ben a bukaresti Comedia pinceszínházban lépett fel G. Timică mellett az Adevăratul Iacob ("Az igazi Jákob") című darabban. Eleinte a Dina Cerna művésznevet használta, de hamarosan lemondott az álnévről.
Első nagy sikerét Lengyel Menyhért 1909-ben írt Taifun című darabjában aratta. A filmvásznon első ízben 1934-ben jelent meg Roger Le Bon és Reinhold Schünzel La jeune fille d'une nuit című filmjében. 1941-ben színtársulatot alakított Teatrul Nostru ("A mi színházunk") néven, ahol társai Fory Etterle, Eugenia Zaharia és Peter Niro voltak. A partnerség nyolc évig tartott, és a Comadia színház államosításakor, 1948–1949-ben szűnt meg. Cocea hamarosan a bukaresti Nemzeti Színház állandó tagja lett, és 1996-os visszavonulásáig játszott ott. Ezzel párhuzamosan, 1952 és 1962 között a Bukaresti Egyetem színházi karának a dékánja volt.
A Nemzeti Színházból való visszavonulása után Cocea számos szerepben lépett fel 1979 és 1989 között, betöltötte az Asociaţia oamenilor de arta din instituţiile teatrale şi muzicale (Színházi és zenei intézmények művészeinek egyesülete) elnöki tisztségét színjátszást tanított az egyetemen, és néha politikai aktivistaként tevékenykedett. Mintegy tucatnyi filmben játszott az 1992-es Atac în bibliotecă (Támadás a könyvtárban) című krimiig, illetve Romániát képviselte az UNESCO-nál.
Annak ellenére, hogy több mint száz színházi szerepben és tucatnyi filmben lépett fel, rendszeresen szerepelt a televízió és rádió műsoraiban, és íróként is tevékenykedett, külföldön kevéssé ismerték. hazájában azonban "a román színház nagyasszonya"-ként emlegették. 2001-ben a bukaresti Színház- és Filmművészeti Egyetem tiszteletbeli doktori címmel tüntette ki, 2002-ben pedig a legmagasabb rendű román kitüntetést, a Románia Csillaga érdemrendet kapta meg.
Szűk egy hónappal a 96. születésnapja előtt hunyt el egy szívroham következtében. 2008. október 20-án a Nemzeti Színház előcsarnokában ravatalozták fel, és október 31-én a Bellu temetőben katonai tiszteletadás mellett helyezték nyugalomra.

## Filmográfia
- La jeune fille d'une nuit (1934)
- Nuit de mai (1934)
- Princesse Czardas (1934)
- Neamul Şoimăreştilor (1964)
- Cantemir (1973)
- Ştefan cel Mare – Vaslui 1475 (1974)
- Aurel Vlaicu (1977)
- Iancu Jianu, zapciul (1980)
- Cântec pentru fiul meu (1980)
- Iancu Jianu haiducul (1981)
- Atac în bibliotecă (1992)

## Fordítás
- Ez a szócikk részben vagy egészben  a   Dina Cocea című angol Wikipédia-szócikk ezen változatának fordításán alapul.  Az eredeti cikk szerkesztőit annak laptörténete sorolja fel. Ez a jelzés csupán a megfogalmazás eredetét és a szerzői jogokat jelzi, nem szolgál a cikkben szereplő információk forrásmegjelöléseként.